# SD90MAC型柴油机车
SD90MAC型柴油机车是美国易安迪（EMD）于1990年代中期推出的大功率柴油机车车型，与SD80MAC型机车属于同一系列，为同一技术平台上开发的产品，两者除了装用不同功率等级的柴油机外，其他结构部分完全相同。
SD90MAC型柴油机车采用模块化设计，可以采用不同功率等级的柴油—发电机组，该型机车有两种基本类型，包括采用16-710 G3B型4300马力柴油机的SD90/4300MAC型机车，以及采用16-265H型6000马力柴油机的SD90MAC-H型机车。机车采用交—直—交流电传动，电传动系统由易安迪与西门子公司共同开发，应用了GTO牵引变流器（4500V/3000A）、三相异步牵引电动机、“Sibas 16”微机控制系统。走行部采用易安迪公司的HTCR-II型无摇枕径向转向架。